# 강성태 (자유당 정치인)
강성태(姜聲邰, 1903년 11월 5일 ~ 1976년 11월 4일, 서울)는 일제강점기의 관료이며 대한민국의 정치인이다. 자유당  소속으로 제4대 국회의원을 지냈다.

## 약력
- 경성제국대학 법과 졸업
- 조선총독부 근무
- 대한정구협회 이사장
- 재무부 차관
- 상공부 장관
- 한국무역협회 회장
- 한국제철주식회사 취체역회장
- 대한어민회 회장
- 자유당 중앙당 상무위원장
- 광동학원 이사장

## 역대 선거 결과
| 실시년도 | 선거   | 대수 | 직책     | 선거구         | 정당   | 득표수   | 득표율          | 순위 | 당락 | 비고 |
| -------- | ------ | ---- | -------- | -------------- | ------ | -------- | --------------- | ---- | ---- | ---- |
| 1958년   | 총선   | 4대  | 국회의원 | 경기 양주군 을 | 자유당 | 12,667표 | \| \| 33.72% \| | 1위  |      | 초선 |
|          | 33.72% |      |          |                |        |          |                 |      |      |      |